# Спери (Оклахома)
Спери (енгл. Sperry) град је у америчкој савезној држави Оклахома.

## Демографија
По попису из 2010. године број становника је 1.206, што је 225 (22,9%) становника више него 2000. године.
| Група             | 2000.       | 2010.       |
| Белци             | 685 (69,8%) | 829 (68,7%) |
| Афроамериканци    | 5 (0,5%)    | 17 (1,4%)   |
| Азијати           | 1 (0,1%)    | 6 (0,5%)    |
| Хиспаноамериканци | 27 (2,8%)   | 30 (2,5%)   |
| Укупно            | 981         | 1.206       |